# Mattisborgen (kvarter)

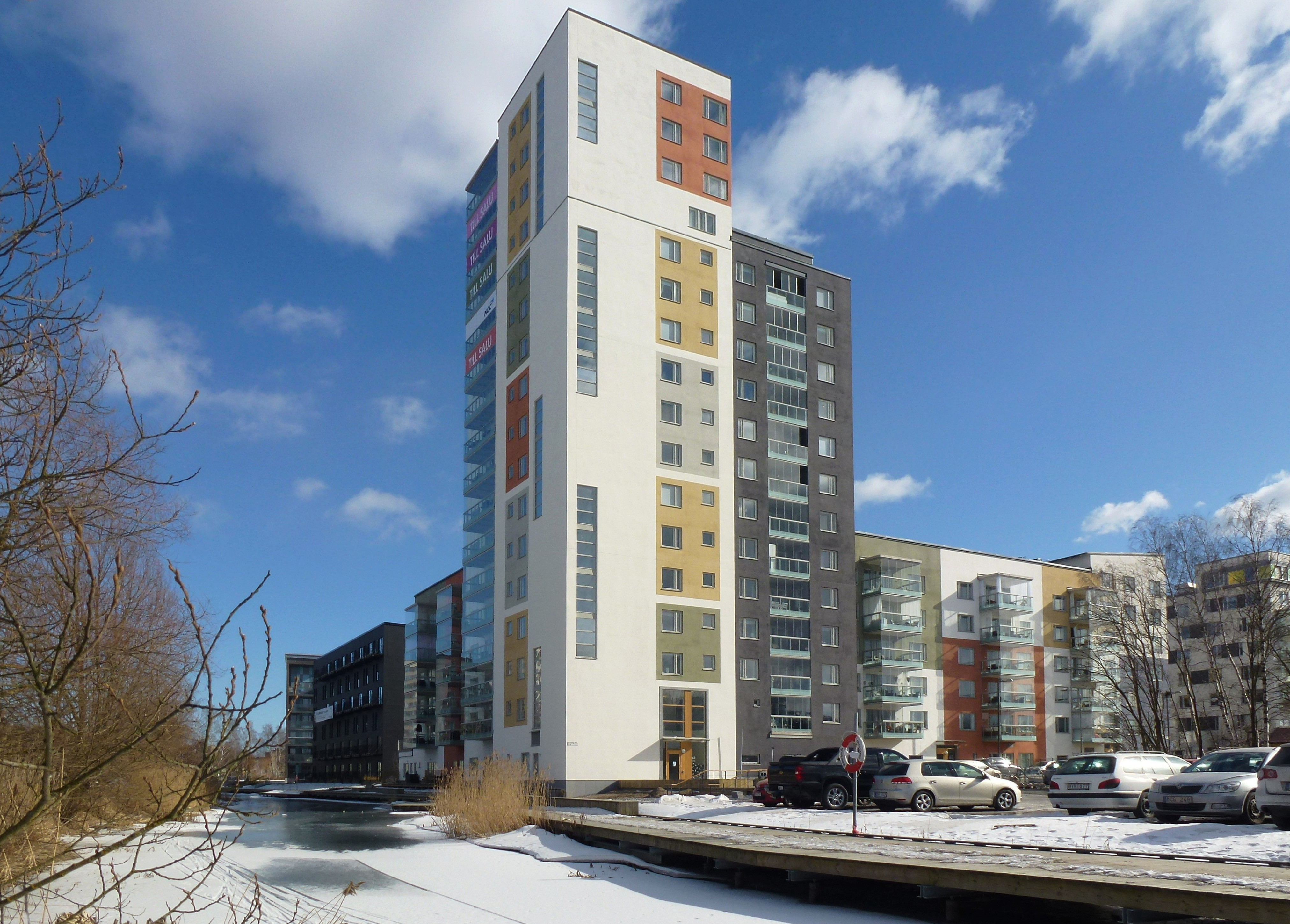
Höghuset Mattisborgen 1, mars 2013.

Mattisborgen är ett kvarter i bostadsområdet Annedal, i Stockholms kommun. Kvarteret och Annedals nya bebyggelse avslutas med Mattisborgen 1 mot nordväst av ett höghus i 17 våningar som är byggt av NCC efter ritningar av Brunnberg & Forshed. Fastigheten Mattisborgen 2 uppfördes efter ritningar av arkitektkontoret Joliark och nominerades till Årets Stockholmsbyggnad 2013.

## Orientering och namnet

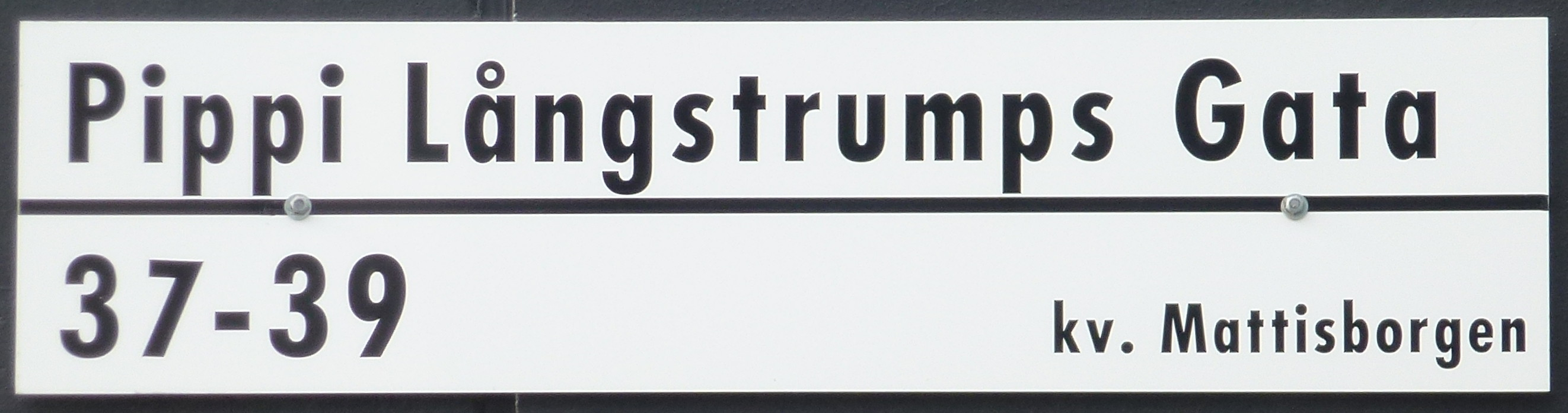

Kvarteret består av tre fastigheter (Mattisborgen 1, 2 och 3) som begränsas i syd av Annedalsgatan och sträcker sig i norr mot Bällstaån. I väst ligger Solvalla Koloniträdgårdsföreningen med 43 kolonistugor. Området och angränsande gatorna är namngivna efter Astrid Lindgrens böcker med Pippi Långstumps gata och Ronja Rövardotters stig. ”Mattisborgen” är rövarborgen i boken Ronja rövardotter. Här härskade rövaren Mattis tills det konkurrerande rövarbandet Borkarövarna flyttade in i den andra halvan av den raserade borgen.

## Mattisborgen 1
Kvarterets och även hela Annedals nya flerbostadsbebyggelse avslutas i nordväst av fastighetet Mattisborgen 1. Mot Solvalla och Ulvsundavägens bro över Bällstaån  tillät detaljplanen två högre accentbyggnader i 13 respektive 17 våningar. Markanvisningen gick till NCC som anlitade Brunnberg & Forshed som arkitekt. Detaljplanen vann laga kraft i februari 2008 och samma år började byggnadsarbetena. Arkitekten skapade flera byggnadsvolymer som trappar ner från höghuset med 16 våningar närmast Bällstaån till fem- och sex-våningshus inåt kvarteret och innergården. Fasaderna är hållna i en klar färgskala där vit dominerar utom 13-våningshuset som är svartmålat. Komplexet innehåller 105 lägenheter av varierande storlek. På trettonde våningen i höghuset har bostadsrättsföreningen sina gemensamhetslokaler.

### Bilder Mattisborgen 1

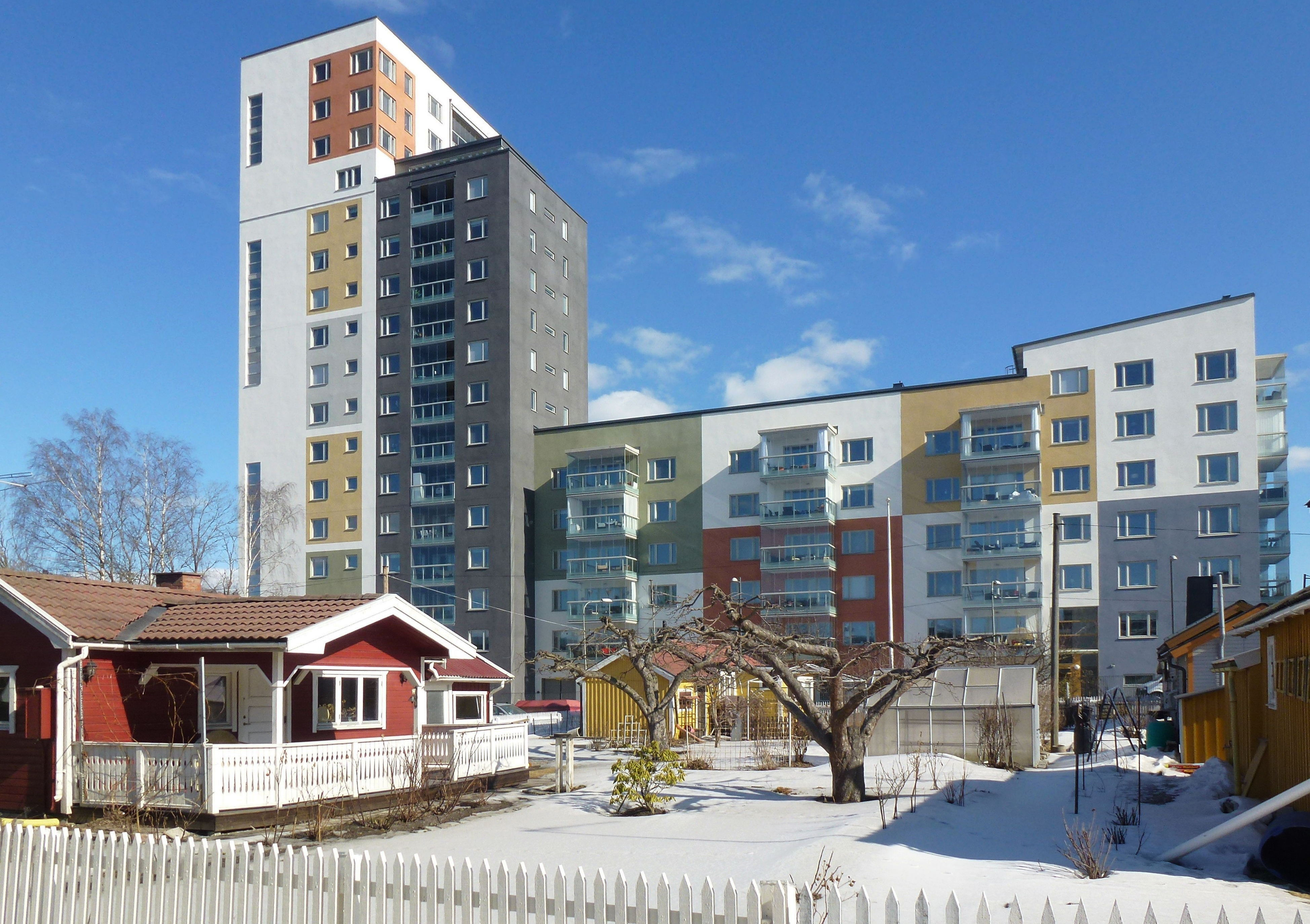
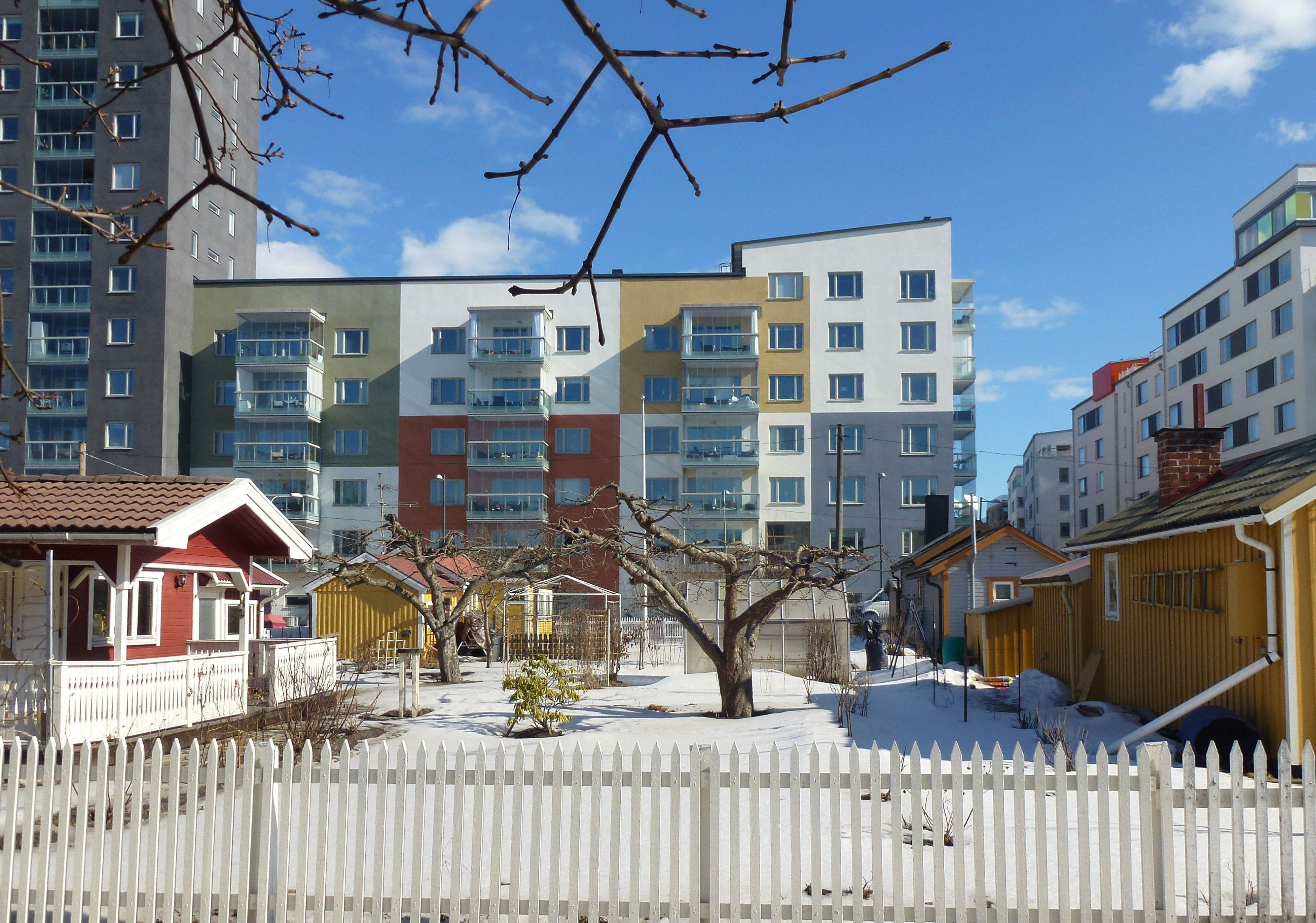
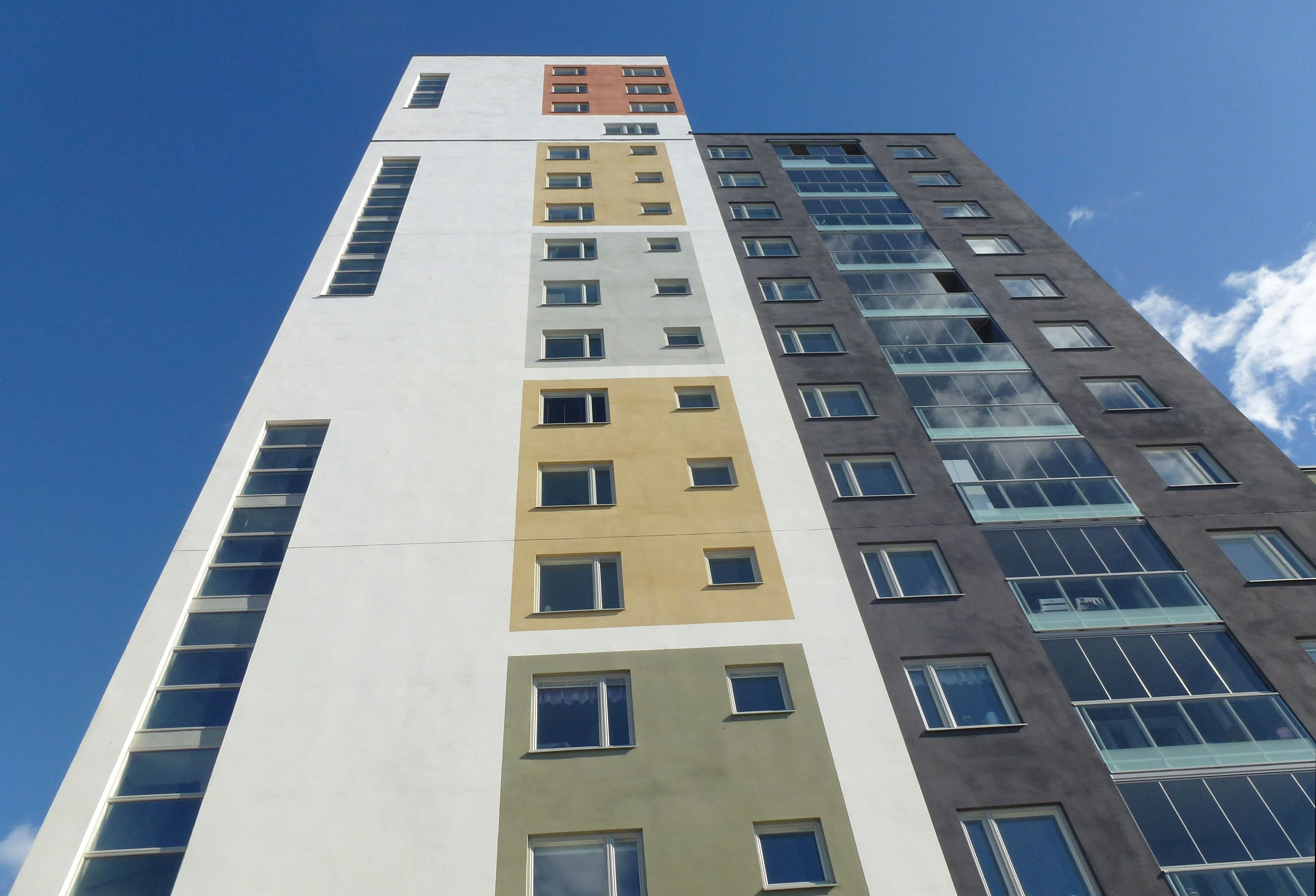
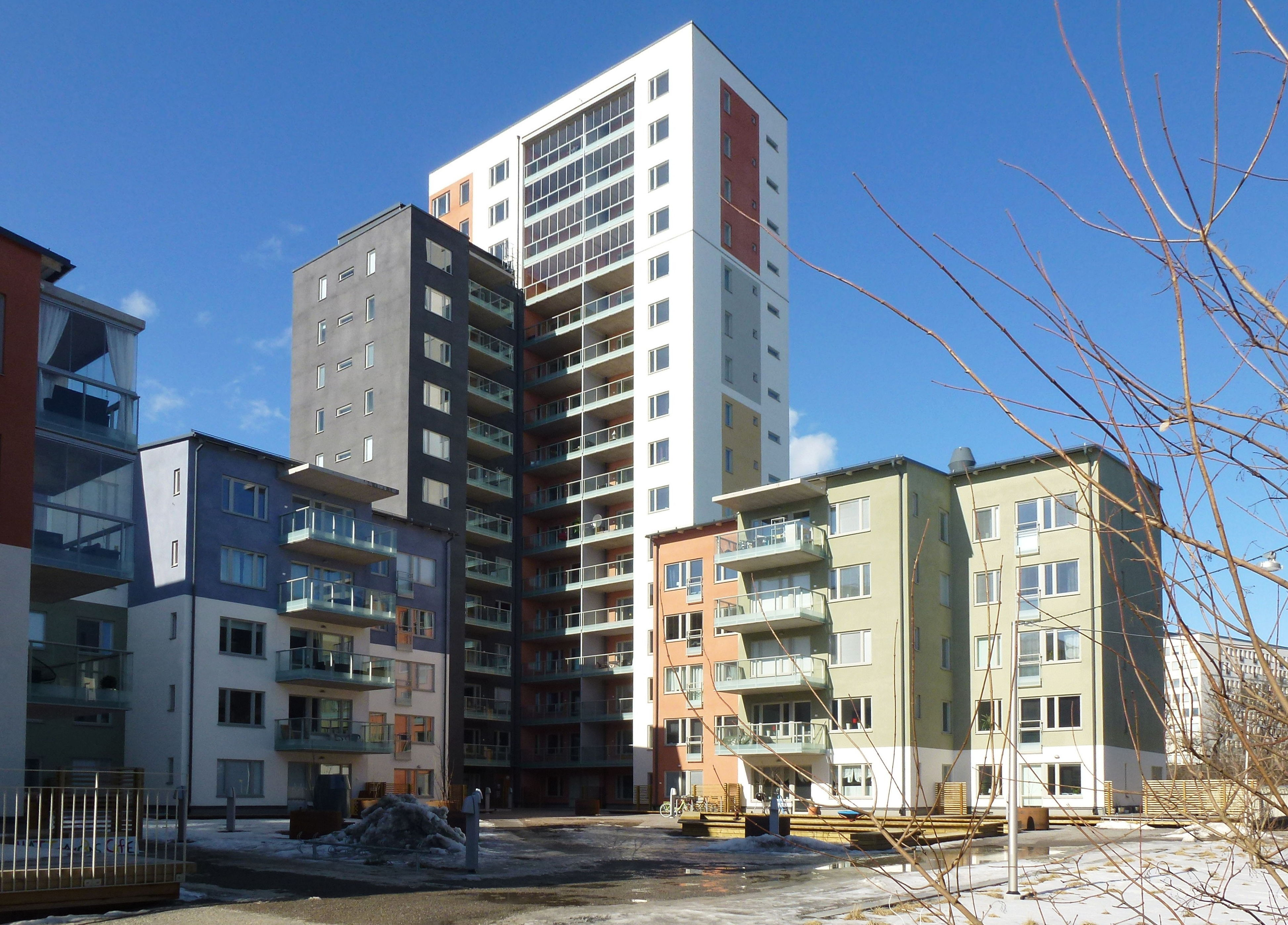

## Mattisborgen 2
Bebyggelsen vid Pippi Långstumps gata 37-39 ritades av arkitektkontoret Joliark med Folkhem och Q-gruppen som uppdragsgivare. Husen utgörs av en rak och en L-formad byggnadskropp som tillsammans omsluter en innergård.  Varje byggnadskropp består av radhus i en eller två våningar som är staplade ovanpå varandra. Entréerna vetter mot gården och nås direkt från marken respektive via loftgångar. Totalt finns 47 bostäder med storlekar mellan tre och fem rum och kök. Fasaderna mot gatorna består av svartmålade betongelement, medan fasaderna mot gården kläddes i sin helhet med svartmålat trä och vitmålade gavlar på entrékurerna. Bebyggelsen nominerades till Årets Stockholmsbyggnad 2013.

### Bilder Mattisborgen 2

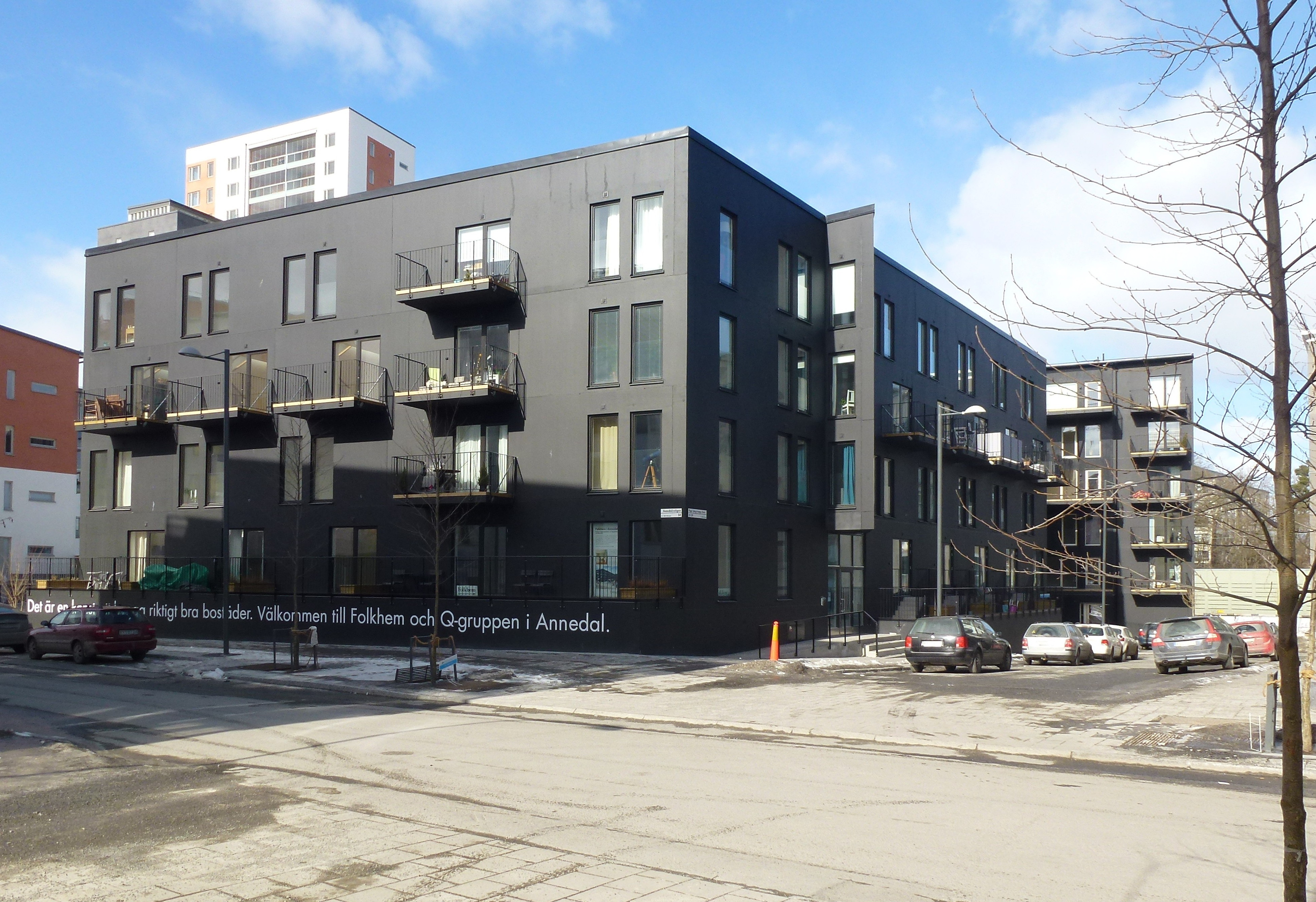
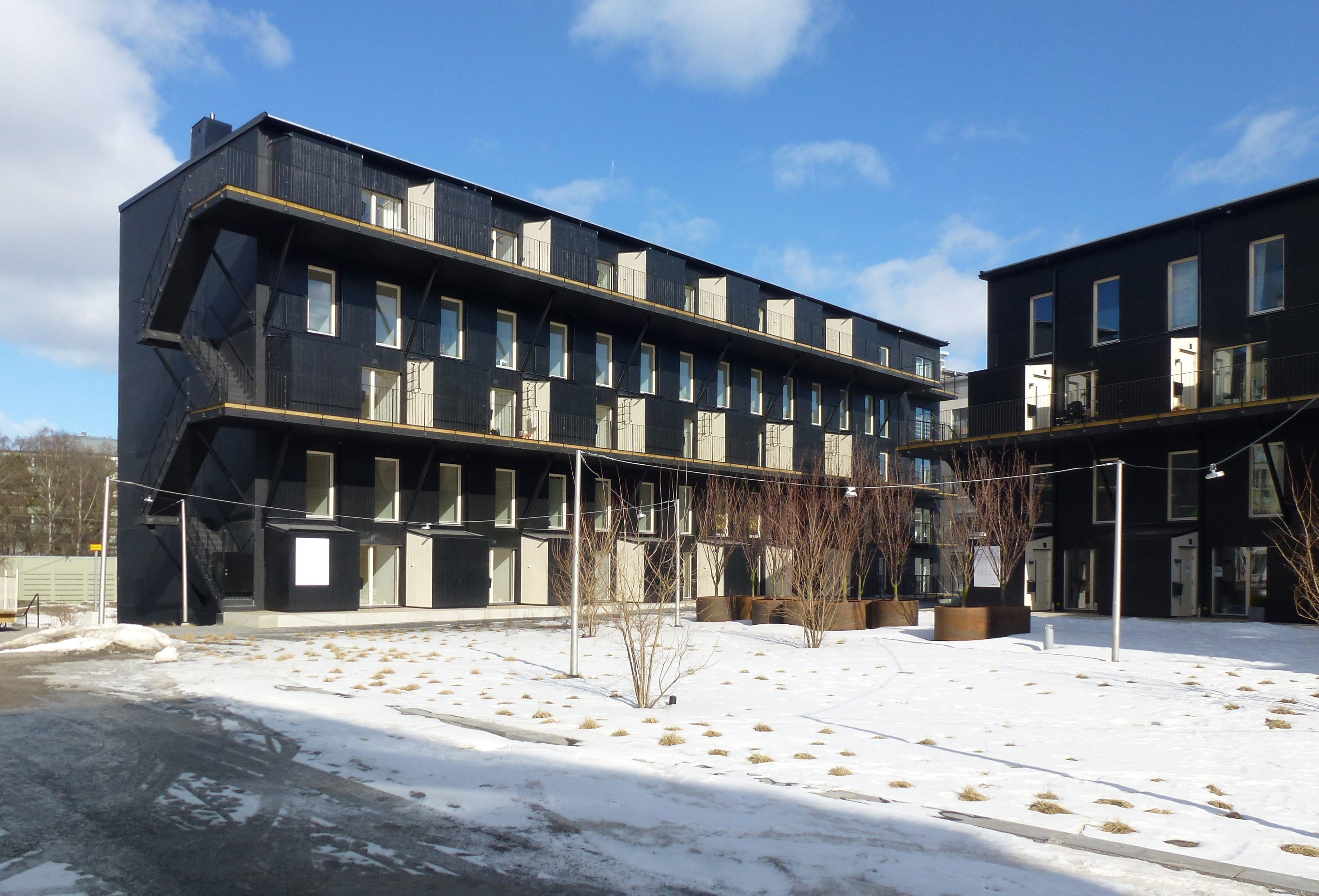
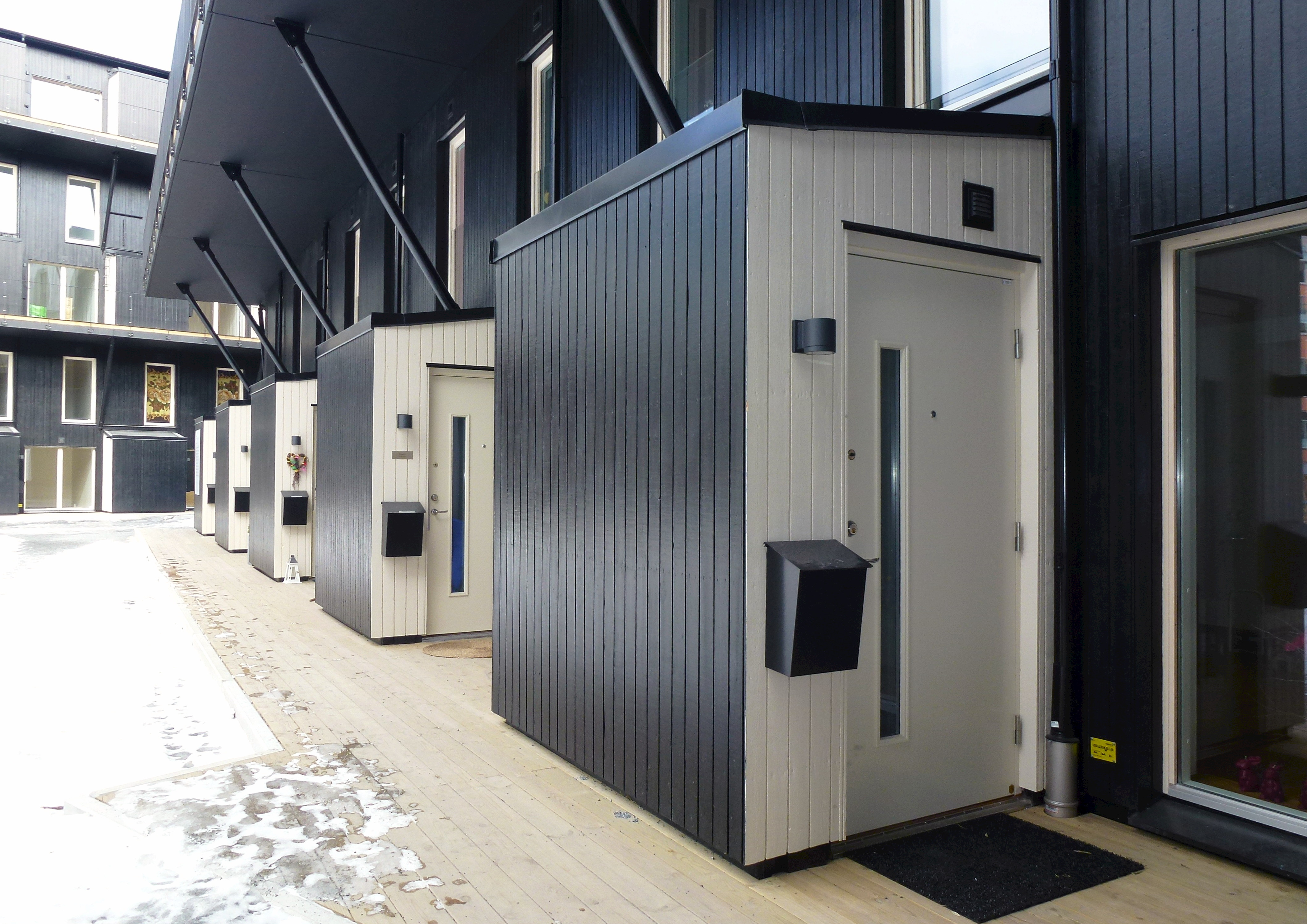
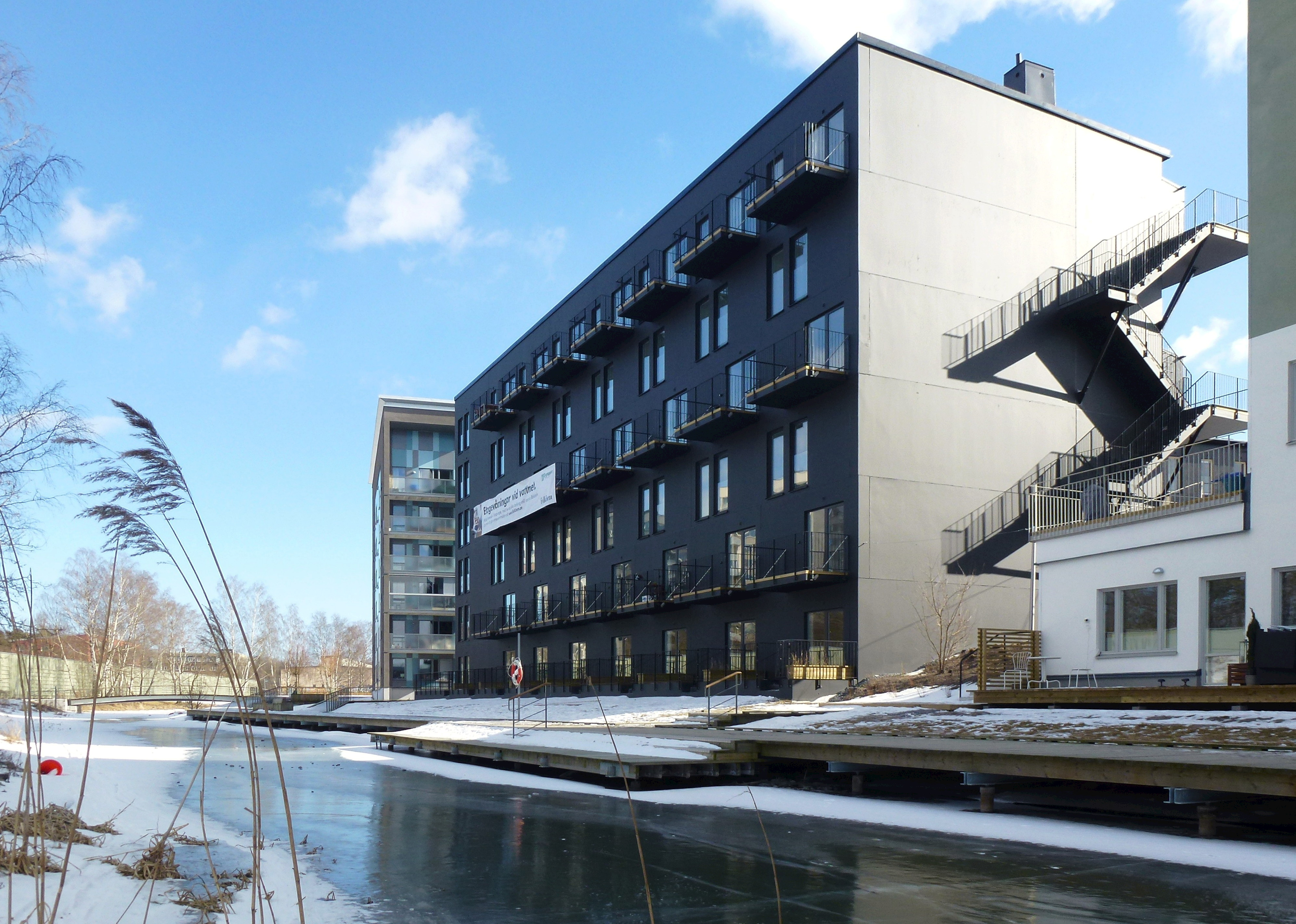